# Amedeo Ambron
Amedeo Ambron (* 23. Januar 1939 in Benevento) ist ein ehemaliger italienischer Wasserballspieler. Er war Olympiasieger 1960.

## Karriere
Der 1,74 Meter große Amedeo Ambron begann bei Rari Nantes Neapel und wechselte dann nach Rom zu Fiamme Oro, dem Sportverein der Polizia di Stato.
Bei den Olympischen Spielen 1960 in Rom besiegten die Italiener in der Finalrunde die Mannschaften aus der Sowjetunion und die Jugoslawen und spielten im letzten Spiel gegen die Ungarn Unentschieden. Damit gewannen sie die Goldmedaille vor dem Team aus der Sowjetunion und den Ungarn. Ambron wirkte nur im Vorrundenspiel gegen Japan mit. Beim 8:1-Sieg warf der Halbspieler ein Tor.